# Bee Gees First of May (EP1)

## Közreműködők
- Barry Gibb – ének, gitár
- Maurice Gibb – ének,  gitár, zongora, basszusgitár
- Colin Petersen –  dob (First of May, Cherry Red)
- stúdiózenészek
- Vince Melouney – gitár (First of May, Cherry Red)

## A lemez dalai
- First of May  (Barry, Robin és Maurice Gibb) (1968), mono 2:50, ének: Barry Gibb
- Cherry Red  (Barry Gibb) (1966), mono 2:24, ének: Barry Gibb
- I Was a Lover, a Leader of Men (Barry Gibb) (1965), mono 3:35, ének: Barry Gibb
- The Three Kisses of Love (Barry Gibb) (1963), mono 1:46, ének: Barry Gibb